# محطة أونو فيوكوشيما

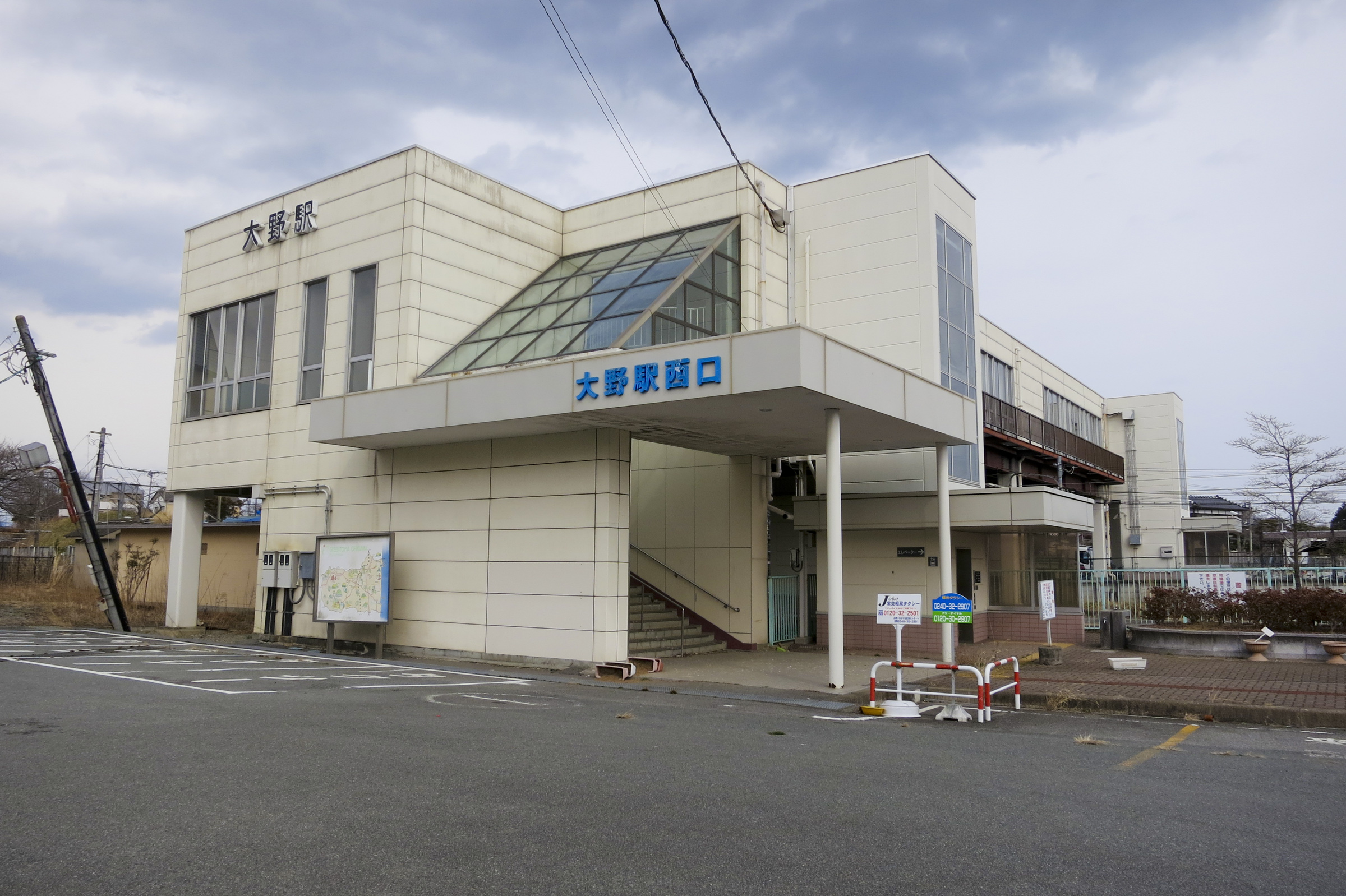
محطة أونو فيوكشيما

محطة أونو فيوكوشيما هي محطة السكك الحديدية التي تديرها شركة شرق اليابان للسكك الحديدية في توكوما، فوكوشيما، اليابان.

## الخطوط
تقع المحطة على بعد 257.9 كم من نقطة البداية الرسمية للخط في محطة Nippori. ولكن نظرا للكارثة النووية فوكوشيما ،تم تعليق الخدمات إلى أجل غير مسمى.

### تخطيط محطة
محطة أونو لديها بناية مرتفعة مع منصة واحدة.

### دخول الخدمة
افتتحت محطة أونو في 22 تشرين الثاني 1904. وقد تم استيعاب محطة في شبكة JR الشرق على خصخصة السكك الحديدية الوطنية اليابانية في 1 نيسان 1987. وأغلقت المحطة في 11 مارس 2011 في أعقاب الكارثة النووية فوكوشيما.

## روابط خارجية
- JR East Station Information (باليابانية)